# Amtsbezirk Aspang
Der Amtsbezirk Aspang war um die Mitte des 19. Jahrhunderts eine Verwaltungseinheit im Viertel unter dem Wienerwald in Niederösterreich.
Der Amtsbezirk war der Kreisbehörde in Wiener Neustadt unterstellt und besorgte deren Amtsgeschäfte vor Ort. Die Zuständigkeit erstreckte sich neben Aspang-Markt auf die damaligen Gemeinden Aspang-Amt, Edlitz, Feistritz, Grimmenstein, Kirchberg, Molzegg, Thomasberg und Zöbern.
Der Amtsbezirk umfasste dabei 9 Gemeinden mit 9.046 Einwohnern (lt. Zählung von 1851).